# Callovosaurus leedsi
Callovosaurus leedsi ("lagarto del Calloviense de Alfred Nicholson Leeds") es la única especie conocida del género extinto Callovosaurus de dinosaurio ornitópodo, iguanodontiano, Callovosaurus leedsi, que vivió a mediados del período Jurásico, hace aproximadamente 162 millones de años, en la etapa Calloviense, en lo hoy es Europa. 
La dieta del Callovosaurus, como la de otros iguanodontianos, fue herbívora. Entre sus contemporáneos estaban los estegosáurido Loricatosaurus y Lexovisaurus, el saurópodo Cetiosaurus y el anquilosauriano Sarcolestes. Sus depredadores contemporáneos incluían al Eustreptospondylus. Entre otros animales como ictiosaurianos , plesiosáuridos , cocodrilomorfos, pterosaurios , Es probable que el Callovosaurus viajara en manadas, un comportamiento basado en ornitópodos mejor conocidos como el Iguanodon, para protegerse y evitar ser atacado por estos depredadores. Solo se le conoce por un fémur izquierdo, por lo que su tamaño permanece desconocido, aunque se estima que rondaría los 3,5 metros de largo.
Callovosaurus se basa en BMNH  R1993, un hueso del muslo izquierdo casi completo. Este espécimen fue recolectado de la parte media de calloviano, jurásico medio, de sedimentos del miembro Peterborough, antiguamente Arcilla Oxford Inferior, de la Formación Arcilla de Oxford de Fletton, cerca de Peterborough en Cambridgeshire, Inglaterra. El hueso tiene 28 centímetros de largo, y se estima que perteneció a un animal de aproximadamente 2,5 metros de longitud. Un hueso parcial de la espinilla del mismo sitio o cercano, SMC  J.46889, también puede pertenecer a Callovosaurus.
La especie del tipo , C. leedsi, fue descrita por primera vez por Richard Lydekker en 1889 como Camptosaurus leedsi, el nombre específico que honra al colector Alfred Nicholson Leeds. Aparte de Charles W. Gilmore que sugirió en 1909 fue probablemente estaba más estrechamente relacionado con Dryosaurus que a Camptosaurus, C. leedsi atrajo poca atención durante décadas hasta que fue revisado por Peter Galton. En primer lugar señaló su carácter distintivo en una revisión de hipsilofodóntidos ingleses, Luego le dio a la especie el género nuevo de Callovosaurus en 1980, colocándolo en Camptosauridae. Aunque se considera un iguanodontiano dudoso en varias revisiones, en que se refieren a él como "Camptosaurus" leedsi, Jose Ignacio Ruiz-Omeñaca y colaboradores han propuesto que Callovosaurus es un género válido, y el driosáurido más viejo conocido.